# Chistye ozëra
Chistye ozëra är en sjö i Antarktis. Den ligger i Östantarktis. Australien gör anspråk på området. Chistye ozëra ligger 381 meter över havet.